# مشلين
مِشِلين أو (نقحرة: ميشيلين) هي بلدية في بلجيكا، ومدينة، وبلدية بلجيكية مع امتيازات مدينة، تتبع دائرة مِشِلين، ومقاطعة فلانديرز، وDeux-Nèthes ‏، تبلغ مساحتها 33٫71 كيلومتر مربع، رمزها البريدي هو 2800، و2811، و2801، و2812.

## الموقع
تشترك في الحدود مع:
- Sint-Katelijne-Waver [الإنجليزية]‏
- Zemst [الإنجليزية]‏
- Boortmeerbeek [الإنجليزية]‏
- فيلبروك [الإنجليزية]‏
- Rumst [الإنجليزية]‏
- Kapelle-op-den-Bos [الإنجليزية]‏.

## مدن توأم
المدن التوأم:
- أرفادا
- تشنغدو
- سيبيو
- هيلموند.

## أعلام
- جان آي كارونديليت
- سفين فرمانت
- ستيفن ديفور
- جان ديدينز
- جان الثاني كارونديليت
- مارفين أوغونجيمي
- مارغريت دوقة سافوي
- جان باتيست يانسون
- غوسطاف دولور
- ياكوبو دي بارباري